# Palmas
För andra betydelser, se Palmas (olika betydelser).
Palmas är en stad och kommun i centrala Brasilien och är huvudstaden i delstaten Tocantins. Den är en mycket ung stad, och grundades så sent som den 20 maj 1989 med funktion som huvudstad för den då nyligen bildade delstaten. Folkmängden i kommunen uppgår till cirka 270 000 invånare.

## Administrativ indelning
Kommunen var 2010 indelad i tre distrikt:
- Buritirana
- Palmas
- Taquaruçu

## Befolkningsutveckling
| Område              | Areal (km²)   | Invånarantal 1 augusti 2000 | Invånarantal 1 augusti 2010 | Invånarantal 1 juli 2014 |
| ------------------- | ------------- | --------------------------- | --------------------------- | ------------------------ |
| Kommun              | 2 218,93      | 137 355                     | 228 332                     | 265 409                  |
| Urban befolkning    | Ingen uppgift | 134 179                     | 221 742                     | Ingen uppgift            |
| ...varav centralort | Ingen uppgift | 130 789                     | 217 340                     | Ingen uppgift            |